# Chance Vought F-8 Crusader
De Chance Vought F-8 Crusader was een Amerikaanse onderscheppingsjager opererend vanaf een vliegdekschip. Vanwege zijn taak als jager droeg hij de typeaanduiding F-8.
De eerste vlucht werd door het toestel gemaakt in februari 1955; de Crusader werd operationeel verklaard en bij de USN en het USMC ingevoerd in januari 1957. Er zijn totaal 1260 stuks van dit type afgeleverd.
De F-8 Crusader was voor de Vietnamoorlog de laatste Amerikaanse straaljager met kanonnen als primair wapensysteem. De toestellen die hierna werden ontwikkeld vertrouwden alleen op de raketbewapening. Door de ervaring die in de Vietnamoorlog werd opgedaan zijn jagers tegenwoordig echter allemaal weer met kanonnen uitgerust. Het bleek dat de toestellen die alleen over raketten beschikten in een 1 tegen 1 dogfight meteen al achterstand hadden.
De Crusader was door zijn kanonbewapening en zijn enorme wendbaarheid zeer goed in dogfights en haalde menig vliegtuig met zijn kanonbewapening neer. Het toestel opereerde met groot succes als escorte- en onderscheppingsjager.
Het ontwerp van de Chance Vought A-7 Corsair is gebaseerd op de F-8.

## Crusaders in buitenlandse dienst
In 1964 werd de eerste F-8 E Crusader ook aan de Franse marineluchtvaartdienst Aéronavale geleverd. De totale sterkte bedroeg 42 stuks. Deze toestellen waren iets gemodificeerd ten behoeve van operaties van de kleinere Franse vliegdekschepen Clemenceau en Foch. Ze hebben dienstgedaan tot 1999, toen ze werden vervangen door de Franse Dassault Rafale M.
In 1977 werden 35 Crusaders aan de Filipijnse luchtmacht geleverd ter vervanging van de verouderde F-86 Sabre. Deze toestellen hebben dienstgedaan tot 1991 en zijn daarna gesloopt.

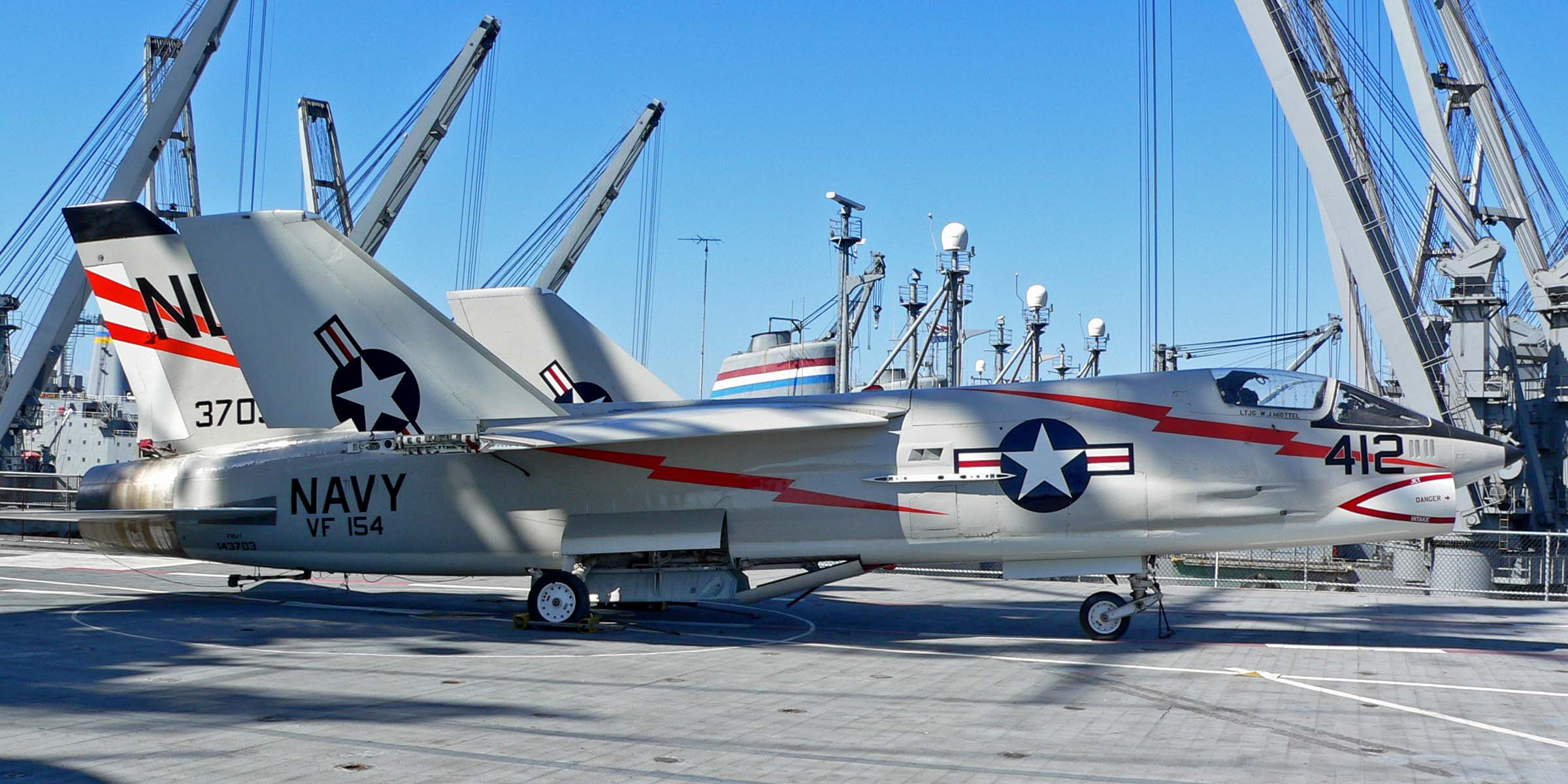
F-8 op USS Hornet

Vought F-8E Crusader